# Hans Olsen (szermierz)
Hans Knud Valdemar Olsen, później Frender (ur. 21 stycznia 1886 w Slagelse, zm. 13 września 1976 w Hvidovre) – szermierz reprezentujący Danię, uczestnik letnich igrzysk olimpijskich w 1912 roku.